# Salvatore Cavallaro (cyclisme)
Salvatore Cavallaro né le 7 janvier 1962 à Paternò (Sicile), est un coureur cycliste italien, professionnel de 1985 à 1989.

## Palmarès

### Par année
- 1983
  - Gran Premio Capodarco
- 1984
  - Tour d'Ombrie espoirs

### Résultats sur les grands tours

#### Tour d'Italie
5 participations
- 1985 : 128e
- 1986 : 109e
- 1987 : 116e
- 1988 : abandon (14e étape)
- 1989 : 87e